# Federation of Free Traders
Federation of Free Traders is een videospel voor de Commodore Amiga en de Atari ST. Het spel werd uitgebracht in 1989.

## Ontvangst
| Beoordeeld door                       | Platform | Datum          | Score |
| ------------------------------------- | -------- | -------------- | ----- |
| Zzap!                                 | Amiga    | juli 1989      | 96%   |
| The Games Machine (GB)                | Amiga    | juli 1989      | 93%   |
| Amiga Computing                       | Amiga    | september 1989 | 90%   |
| ST/Amiga Format                       | Atari ST | oktober 1988   | 85%   |
| Amiga User International              | Amiga    | augustus 1989  | 70%   |
| Joker Verlag präsentiert: Sonderheft  | Atari ST | 1990           | 70%   |
| Power Play                            | Amiga    | september 1989 | 62%   |
| Power Play                            | Atari ST | maart 1989     | 61%   |
| ACE (Advanced Computer Entertainment) | Atari ST | mei 1989       | 51%   |
| ASM (Aktueller Software Markt)        | Atari ST | mei 1989       | 8%    |